# Iet van Dijk
Ida Jetskalina (Iet) van Dijk (Winschoten, 18 oktober 1919 - Amsterdam, 4 september 1973) was een Nederlandse kinderarts en verzetsvrouw tijdens de Tweede Wereldoorlog. Als 'veldwerkster' van de Amsterdamse Studenten Groep bracht zij Joodse kinderen naar onderduikadressen.
Humoristisch, voor de duvel niet bang, klein van stuk en vol van opinies, zo typeerde Piet Meerburg, leider van Iets verzetsgroep, haar.

## Jeugd en opleiding
Iet van Dijk werd geboren in Winschoten op 18 oktober 1919 als tweede kind van Jan Johannes Mattheus van Dijk en Anne Stikker. Iet had een oudere broer Bert Johannes. In 1925 vertrok het gezin Van Dijk naar Nederlands-Indië en vestigde zich in Medan, waar haar vader werkzaam was bij de Handelsvereniging Amsterdam (HVA). Haar moeder was lerares op de huishoudschool en actief in het Nederlandse verenigingsleven. Het gezin maakte in 1935 een Grand Tour waarbij verschillende Europese hoofdsteden werden aangedaan. Een gedegen opleiding werd in het gezin Van Dijk-Stikker belangrijk gevonden. Haar grootmoeder van vaderskant was een van de eerste gediplomeerde onderwijzeressen in Groningen.
Na een jaar kweekschool reisde Van Dijk in 1937 terug naar Nederland om te studeren. Haar ouders bleven in Indië. De Studentenalmanak van de Gemeente Universiteit van Amsterdam vermeldt dat zij per september 1937 de studie medicijnen volgde. Haar broer was al eerder gestart met een studie Rechten aan de Universiteit van Leiden.
Van Dijk werd actief lid van de Algemene Vrouwelijke Studenten Vereniging (AVSV) waar ze bevriend raakte met Hansje van Loghem. In 1941 werden de studentenverenigingen opgeheven uit protest tegen de door de nazi-bezetter opgelegde uitsluiting van Joodse studenten. Dispuutshuizen werden alternatieve ontmoetingsplaatsen.

## Verzetswerk in de Tweede Wereldoorlog
Na de eerste grote razzia in Amsterdam van 14 juli 1942, zwierf een aantal Joodse kinderen alleen over straat. De Utrechtse student Ad Groenendijk nam een tiental mee naar haar studentenhuis en bracht ze vervolgens onder bij bevriende families, onder andere in het ouderlijk huis van Jan Meulenbelt. Meulenbelt benaderde daarop collega-studenten voor het realiseren van een structurele oplossing en richtte daartoe samen met Rut Matthijsen het Utrechts Kindercomité op. In Amsterdam legde Jan Meulenbelt contact met een vriend, wiskundestudent Jur Haak, die zijn zus Tineke (maatschappelijk werkster) erbij betrok. Tineke benaderde haar vriend van het Amsterdams Montessori Lyceum Wouter van Zeytveld, die weer rechtenstudent Piet Meerburg inschakelde. Meerburg was lid van het (oorspronkelijk Joodse) dispuut D.I.D.O en al enige tijd actief in het Amsterdams Studentenverzet als Piet van Doorn. Hij vormde samen met Wouter van Zeytveld en een kern van zes vrouwelijke studenten de Amsterdamse Studenten Groep, (ASG) ook wel bekend als de Meerburg Groep of de Van Doorn Groep.
Piets verloofde Hansje van Loghem schakelde haar vriendin Iet in voor de ASG, naast hun andere huisgenoten op de Rubensstraat 32: rechtenstudente Gisela Söhnlein, studente medicijnen Mieke Mees en Alice Brunner, studente Engels. Hansje, Iet, Gisela, Mieke en Alice woonden in dit dispuutshuis van E.O.O.S. tegenover het SD-hoofdkwartier aan de Euterpestraat en zagen dagelijks het geweld waar Joodse landgenoten aan bloot stonden. Ook Tineke Haak werd een van de ASG-kernleden. Het ouderlijk huis van Jur en Tineke Haak aan de De Lairessestraat was enige tijd het 'kantoor' van het kinderwerk, tot de arrestatie van hun ouders in 1943.
De ASG richtte zich eerst op het te vondeling leggen van Joodse baby's op de stoep van ingelichte pleegouders, daartoe benaderd door kinderarts Hein Fiedeldij Dop. Toen de Duitse overheid bepaalde dat iedere vondeling in het vervolg als Joods kind zou worden beschouwd, werd deze methode verlaten. Vanaf de zomer van 1942 werkte de ASG voor het laten onderduiken van Joodse kinderen nauw samen met het Utrechts Kindercomité. Gisela Söhnlein was tot haar arrestatie in 1943 de contactpersoon met Utrecht. De eerste stop voor de onderduikertjes was meestal Kindjeshaven, de Utrechtse crèche van Trui van Lier en Jet Berdenis van Berlekom. Na verraad in 'het Utrechtse' in 1943, bouwde de ASG eigen netwerken op in Friesland en Limburg. Rond deze tijd begon het systematisch wegsmokkelen van Joodse kinderen uit de crèche tegenover de Hollandsche Schouwburg. Walter Süskind van de Joodse Raad, Henriëtte Pimentel, de directrice van de crèche tegenover de Hollandsche Schouwburg, enkele van haar kinderverzorgsters onder andere Sieny Kattenburg en Virrie Cohen, en Johan van Hulst, de directeur van de Hervormde Kweekschool, zaten in het complot.
De blonde onderduikertjes werden naar pleeggezinnen in Friesland gebracht, de donkere kinderen naar Limburg, zodat zij qua uiterlijk zo min mogelijk zouden opvallen. Ruim honderd kinderen zijn door Van Dijk naar onderduikgezinnen in Friesland gebracht. Meestal nam ze de Lemmerboot over het IJsselmeer, soms ging de reis per trein. Mieke Mees begeleidde de kinderen naar Limburg. De kinderen werden voorzien van een 'Rotterdams certificaat' om aan te tonen dat zij overlevers waren van het bombardement op Rotterdam in de meidagen van 1940. In de periode 1942-1943 heeft de ASG naar schatting 300 tot 400 Joodse kinderen uit de crèche gesmokkeld. In september 1943 werden de laatste crèchekinderen, het personeel en directrice Pimentel op transport gesteld via Kamp Westerbork naar vernietigingskampen. De Hollandsche Schouwburg en de crèche aan de Plantage Middenlaan werden gesloten. De Duitse bezetter verklaarde Amsterdam ‘Judenrein'.
De 'meisjes' van de ASG bleven reizen. Ze bezochten de pleeggezinnen maandelijks om hen te voorzien van geld en bonkaarten en om te kijken hoe de pleegkinderen het maakten. In de zomer van 1944 ondernam Iet van Dijk een actie met Wouter van Zeytveld. Ze haalden de Joodse baby Arthur Jacobs uit het Sint Elizabethgast in Haarlem. Kleine Arthur stond op de nominatie om met zijn moeder afgevoerd te worden. Ze waren 'strafgevallen', omdat ze ondergedoken zaten. Om Arthurs Joodse identiteit te maskeren, gaf Van Dijk hem bij de burgerlijke stand aan als haar eigen kind: Steven Johannes van Dijk; Stevens vader is onbekend. Door zichzelf te stigmatiseren als ongehuwde moeder werd Steven/Arthur bij een Gestapo-inval in het huis van zijn pleegmoeder Marietje Bleekrode ongemoeid gelaten.
In november 1944 maakte Van Dijk samen met Mieke Mees de riviercrossing van bezet Noord-Nederland naar het bevrijde zuiden. Zij had een microfilm met de ontwerptekst 'Wetgeving oorlogspleegkinderen' bij zich, opgesteld door de samenwerkende ondergrondse groepen. De microfilm was bestemd voor de minister van Justitie die in Eindhoven resideerde. Van Dijk had de opdracht als officieel vertegenwoordigster van de ondergrondse, ook het Eindhovens comité voor het Joodse kind van deze ontwerptekst op de hoogte te stellen. Of en hoe zij deze vertegenwoordiging heeft ingevuld is onbekend. Dit wetsontwerp werd opgesteld met een vooruitziende blik, want na de oorlog ontstond een felle discussie over waar de onderduikkinderen heen moesten: bij hun pleegouders blijven of weer in Joodse kring opgenomen worden. De vers opgerichte Commissie Oorlogspleegkinderen (OPK) onder voorzitterschap van Gezina van der Molen gaf uitvoering aan de wettelijke regeling inzake de voogdij van oorlogswezen.

### Kritische noot
In zijn publicaties schrijft dr. L. de Jong het kinderwerk toe aan Gezina van der Molen en haar levensgezellin Mies Nolte. Dit is niet juist. Naast het Utrechts Kindercomité en de Meerburg-groep was in Amsterdam de verzetsgroep NV actief om Joodse kinderen te redden.

## Na de oorlog
Na de Tweede Wereldoorlog sprak Van Dijk niet over haar verzetswerk.
In tegenstelling tot haar ASG-vrienden Tineke Haak, Wouter van Zeytveld  en Piet Meerburg heeft Van Dijk niet voor het uitvoeringsbureau van de OPK gewerkt. Overigens hielden genoemde drie de OPK na enkele maanden voor gezien. De touwtrekkerij rondom de kinderen en de strijdende religieuze kampen stonden hen al snel tegen. Van Dijk bleef in Zuid-Nederland tot juni 1945. Terug in Amsterdam trok zij in bij Hansje en Piet aan de Herengracht 91, daar bewoonde ze de zolderverdieping. Ze studeerde in 1946 af en werkte daarna in het Binnengasthuis. Ze specialiseerde zich tot kinderarts en ze volgde tropengeneeskunde in Leiden. In 1954 promoveerde ze op hypersplenie (vergroting van de milt) bij kinderen. Na haar promotie vertrok ze naar het ziekenhuis in Semarang, waar ze aan de slag ging als chef de clinique van de kinderafdeling. In 1958 werd ze, net als andere Nederlanders, door het regime gedwongen om Indonesië te verlaten.
Van 1958 tot haar overlijden in 1973 werkte ze als health officer van de Wereldgezondheidsorganisatie in verschillende landen in Zuidoost-Azië. Bij een bezoek aan Nederland bleek dat zij leed aan verwaarloosde hartproblemen. Een bypassoperatie bracht geen uitkomst. Van Dijk overleed op 4 september 1973 op 53-jarige leeftijd.
In 2019 ontving ze postuum de Yad Vashem-onderscheiding Rechtvaardige onder de Volkeren.